# Das große Rennen – Ein abgefahrenes Abenteuer
Das große Rennen – Ein abgefahrenes Abenteuer (häufig nur Das große Rennen; Originaltitel: The Race) ist ein irischer Kinderfilm aus dem Jahr 2009 mit Niamh McGirr und Colm Meaney in den Hauptrollen.

## Handlung
Die rennsportbegeisterte elfjährige Mary Kensay lebt mit ihren Eltern in ärmlichen Verhältnissen auf einer Farm in Irland. Gegen den Willen ihres Vaters Frank meldet sie sich für ein Seifenkistenrennen an. Erst als Frank Kensay befürchten muss, seine Frau, den Hof und die Liebe seiner Tochter zu verlieren, beginnt er Mary bei der Vorbereitung des Seifenkistenrennens zu unterstützen. Es stellt sich heraus, dass er in seiner Jugend selbst ein begeisterter Seifenkistenfahrer war. Die gemeinsame Arbeit an dem Gefährt bringen Vater und Tochter wieder näher zueinander und am Ende kann Mary mit ihrer Seifenkiste das Rennen gewinnen.

## Veröffentlichung
Der Film wurde im Juli 2009 in Irland uraufgeführt und lief ab dem 29. Oktober 2009 in den deutschen und ab dem 19. März 2010 in den österreichischen Kinos. In den Vereinigten Staaten lief er im Rahmen des Santa Barbara International Film Festivals. Nach seiner DVD-Veröffentlichung am 10. Juni 2010 lief er am 17. November 2012 erstmals im KiKa im frei empfangbaren deutschen Fernsehen und wurde dort am 4. Januar 2013 wiederholt. Die ARD zeigte den Film am 20. Mai 2013.

## Kritiken
„Abenteuerlicher Kinderfilm um ein sensibles Mädchen, das sich in schweren Zeiten der Veränderung und des schmerzvollen Verlusts behauptet und tapfer um seine Träume und (Lebens-)Ansprüche kämpft. Die schöne, für Kinder glaubwürdig nachvollziehbare Fabel leidet an der etwas zu bieder und vorhersehbar inszenierten äußeren Handlung.“

„Zugegeben: ein filmisches Meisterwerk ist dies nicht. Dennoch verstehen es die Filmemacher, mit dieser sympathischen wie charmant gespielten Geschichte über die Kraft der Träume in ihren Bann zu ziehen. Mit dem Elternzwist erlaubt man sich vielleicht einen Schlenker zu viel, berührt aber trotzdem. Eine mitreißende Alltagsgeschichte mit guten Darstellern.“

„Zeitlos schön“